# Charles Paraventi
Charles Paraventi född 4 juli 1969, brasiliansk skådespelare.

## Filmografi (i urval)
- 1995 - Monge e a Filha do Carrasco, O
- 1998 - Bela Donna
- 2001 - Tainá - Uma Aventura na Amazônia
- 2002 - Cidade de Deus
- 2004 - Espelho d'Água - Uma Viagem no Rio São Francisco
- 2005 - Amazônia Misteriosa